# Paul Hegelmaier

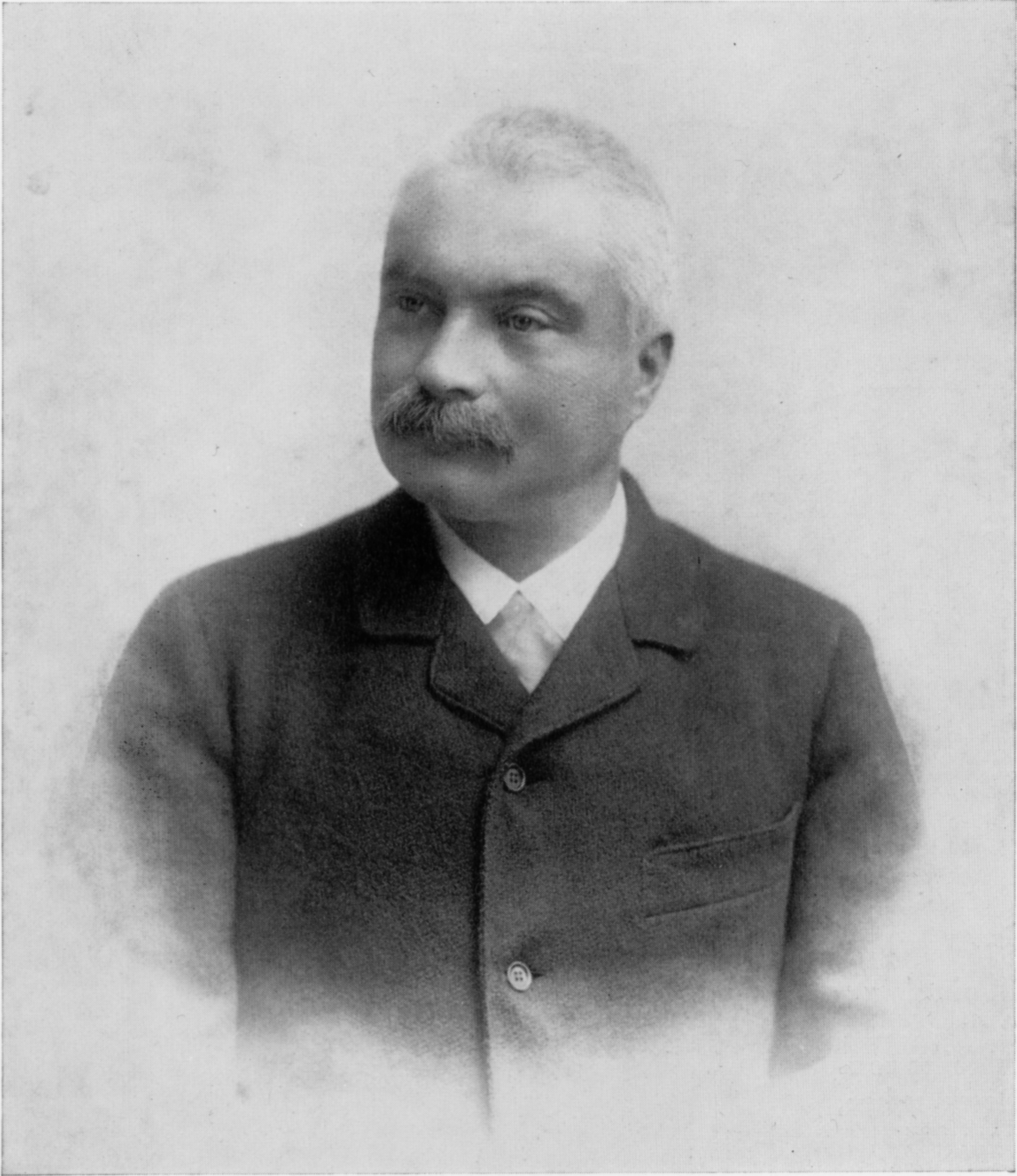
Paul Hegelmaier um 1900

Paul Hegelmaier (* 1. Juli 1847 in Tübingen; † 27. April 1912 in Stuttgart) war Staatsanwalt, von 1884 bis 1904 Oberbürgermeister der Stadt Heilbronn und von 1898 bis 1903 Reichstagsabgeordneter. Er gilt als kontroverse Person der Heilbronner Stadtgeschichte. Einerseits gehen auf ihn bedeutende Bauvorhaben zurück, andererseits war er wegen juristischer Streitigkeiten und Zweifeln an seinem Geisteszustand von 1892 bis 1894 vorübergehend seines Amtes enthoben. Beim Ausscheiden aus dem Amt 1904 empfahl er sich dem von ihm als Stadt der Krämerseelen bezeichneten Heilbronn mehrfach mit dem bekannten Schwäbischen Gruß.

## Herkunft
Hegelmaier wurde 1847 in Tübingen geboren. Er war verwandt mit den angesehenen Heilbronner Familien (Richard) Rümelin, (Friedrich) Cloß und (Robert) Mayer. Nach dem Besuch des Heilbronner Gymnasiums studierte er von 1865 bis 1869 Rechtswissenschaft an der Universität Tübingen. Während seines Studiums wurde er 1865 Mitglied der Burschenschaft Germania Tübingen. Im Deutsch-Französischen Krieg 1870/71 diente er als Portepeefähnrich und wurde mit dem Eisernen Kreuz ausgezeichnet. Anschließend ging er in den württembergischen Justizdienst und wurde Staatsanwalt in Heilbronn. Hegelmaier war mit Marie Emilie Friederike Ganzhorn (1858–1928) verheiratet, der Tochter des Oberamtsrichters und Dichters Wilhelm Ganzhorn.

## Wirken in Heilbronn

### Wahl zum Oberbürgermeister 1884
Nach dem überraschend frühen Tod des Heilbronner Bürgermeisters Karl Wüst 1884 musste die Bürgerschaft einen neuen Stadtschultheißen wählen. Zu Wüsts Hinterlassenschaften gehörte, dass „die Rathaus-Beamtenschaft eine Freiheit des Handelns erlangt hatte, welche vielfach in der Bürgerschaft nicht gefiel“, sodass die breite Masse der Bürger große Hoffnungen auf den als „scharfen Staatsanwalt“ und „konsequenten Juristen“ geltenden Hegelmaier, Schwiegersohn des Neckarsulmer Oberamtsrichters Ganzhorn, setzte. Von dem 36-jährigen Hegelmaier versprach man sich ein Ende der hier Vetterleswirtschaft (Nepotismus) genannten Korruption, und so wurde er am 10. Juni 1884 mit 2040 von 2723 abgegebenen Stimmen gegen drei Gegenkandidaten in das Stadtschultheißenamt gewählt, am 22. Juli vom König ernannt und am 4. August vereidigt.
Hegelmaier erfüllte zunächst die in ihn gesetzten Erwartungen. Er zeigte sich als Frühaufsteher und rascher Arbeiter, der die Ämter auch persönlich zu Pferde kontrollierte. Vor seiner Wahl hatte er politische Neutralität versprochen, aber bereits im Herbst 1884 setzte er sich für den weithin unbekannten konservativen Reichstagskandidaten Freiherr Joseph von Ellrichshausen ein, der gegen den Heilbronner Georg Härle antrat, dann jedoch in der Stichwahl unterlag. Mit seiner Unterstützung für Ellrichshausen brachte Hegelmaier erstmals die Bürgerschaft gegen sich auf. Hegelmaier, der am 6. März 1885 den Oberbürgermeistertitel erhielt, wird in der Folgezeit als schillernde, selbstherrliche Gestalt der Stadtgeschichte beschrieben, die keine Konflikte mit dem Gemeinderat und der Bürgerschaft mied. Hegelmaier, selber Jurist, beschritt auch für geringfügige private Streitereien oftmals den Rechtsweg. Zu einem seiner langjährigen Widersacher wurde Gemeinderat Huber, dem er unter anderem 1886 mit „Entfernung aus dem Amt“ drohte; mit einer diesem auferlegten Disziplinarstrafe beschäftigten sich 1886 auch Kreisregierung und Ministerium.

### Skandalöse Bäder-Reise 1888
Im Oktober 1887 stellte Hegelmaier eine städtische Badbau-Kommission zusammen, die aus ihm, zwei Gemeinderäten, Stadtbaumeister Wenzel, Stadtpfleger Füger und Werkmeister Kraft bestand und die 1888 ohne Rücksprache mit bürgerlichen Gremien Bädereinrichtungen in Mainz, Bremen, Hamburg, Berlin, Leipzig und München besichtigte. Mit der Begründung, „es werde eine solche Einrichtung ja doch auch bald in Heilbronn notwendig werden“, verlangte Hegelmaier bereits am ersten Reisetag, auch Bordelle zu sehen. Dort soll er sich „mit sichtlichem inneren Behagen mit Dirnen“ unterhalten bzw. in Berlin gar „in vergnügter Weise“ mit einem Freudenmädchen zu tanzen versucht haben, was seine politischen Gegner, darunter Gemeinderat Huber, zum Anlass einer Schlammschlacht nahmen.

### Anzeigen- und Beschwerdeflut
Bis 1890 stellte Hegelmaier 47 Strafanzeigen gegen andere, selbst wurde er bis Februar 1892 31-mal zu Geldstrafen wegen Ungebühr, Ungehorsam, Ordnungswidrigkeiten, falscher Beurkundungen oder beispielsweise auch wegen unbefugten Reitens über Wiesen und Äcker verurteilt. Innerhalb von drei Jahren gingen beim Stuttgarter Innenministerium rund 30 Beschwerden über Hegelmaier ein. 1890 forderten Gemeinderat und Bürgerausschuss auf Drängen der liberalen Bürgerschaft die Amtsenthebung Hegelmaiers. Das Ministerium erkannte am 6. Juni 1890 die Beschwerden gegen Hegelmaier als berechtigt an, lehnte eine Amtsenthebung jedoch ab. Die Kreisregierung in Ludwigsburg leitete daraufhin ein Disziplinarverfahren gegen den Bürgermeister ein, der jedoch am 4. August 1890 erst gar nicht zu einer betreffenden Vorladung erschien, sondern die Kreisregierung mit einer Flut von rund 80 Dienstbeschwerden überzog. Inzwischen kam es in Heilbronn wegen unliebsamer Zustände im Krankenhaus zum sogenannten „Spitalkrieg“ mit weiteren Klagen, darunter einer Beleidigungsklage der Krankenschwester Anna Weiß gegen Hegelmaier. Dieser beschäftigte im Heilbronner Rathaus einen Extra-Gehilfen für seine Prozess-Angelegenheiten, bei der Staatsregierung kümmerten sich mehrere Bedienstete ausschließlich um die Hegelmaierschen Akten. Hegelmaier bot am 8. September 1890 aus St. Moritz zwar für ein lebenslanges jährliches Ruhegehalt von 5000 Mark seinen Rücktritt an, der Gemeinderat lehnte am 10. September jedoch ab und beantragte abermals die Amtsenthebung.

### Hegelmaier und die Stadtfinanzen

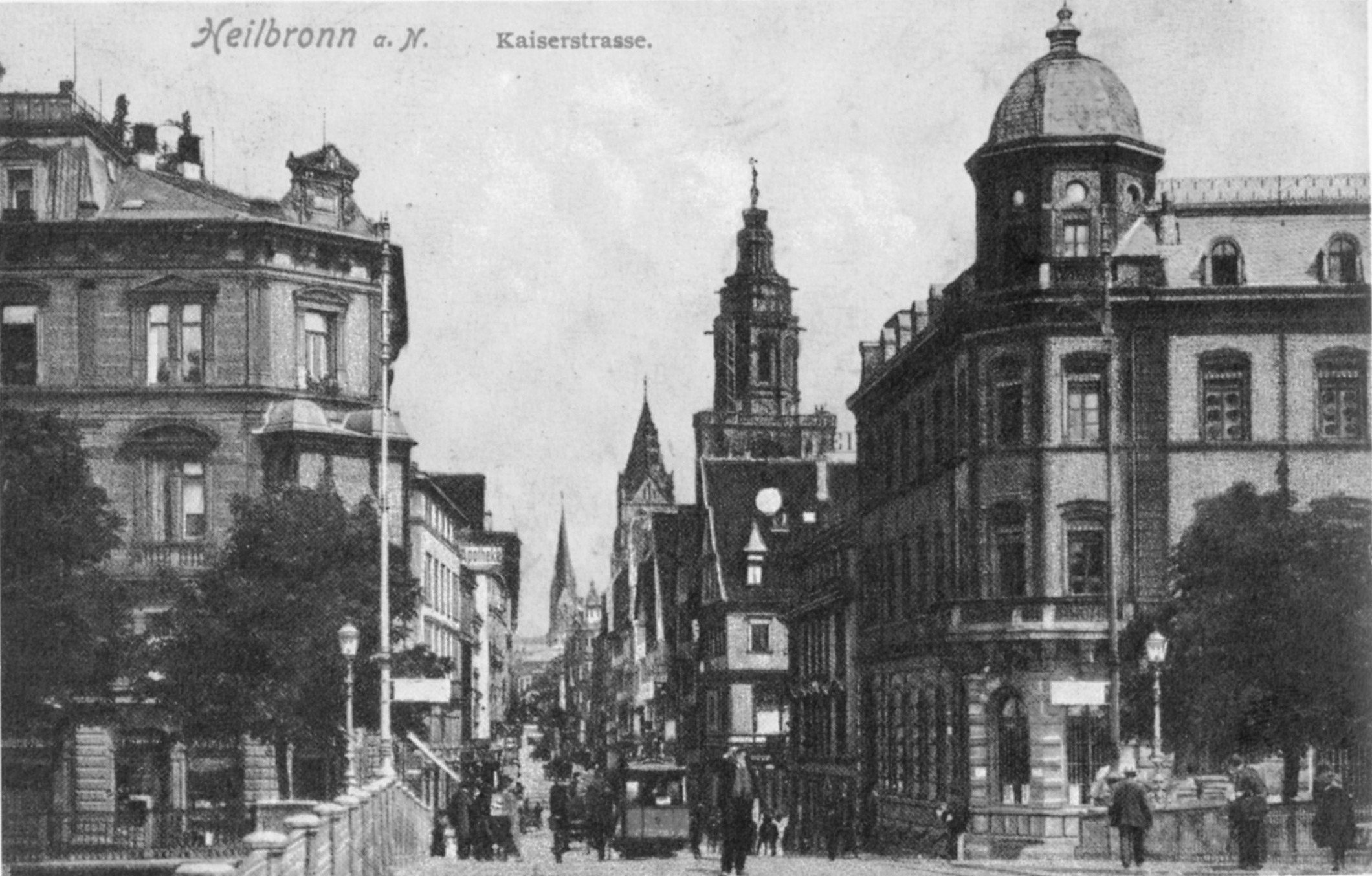
Die Kaiserstraße wurde unter Hegelmaier 1897 zur Allee durchbrochen und damit zu einer echten Verkehrsachse

In Hegelmaiers Amtszeit von 1884 bis 1904, einer Zeit des wirtschaftlichen Wachstums, betrieb die Stadt Heilbronn zahlreiche große Bauvorhaben, die meist auf Grundlage des von Professor Reinhard Baumeister erstellten Generalbauplanes von 1873 erfolgten und später das Gesicht der Stadt prägten. Es entstanden das Industriegebiet, der Karlshafen, die Bahnlinie vom Salzwerk und zum Neckarsulmer Bahnhof und die Bottwartalbahn mit Südbahnhof und Lerchenbergtunnel. Unter Hegelmaier wurde Heilbronn neu kanalisiert, an die Fernversorgung mit Elektrizität aus Lauffen angeschlossen, die elektrische Straßenbahn Heilbronn ging in Betrieb und die ersten Straßen wurden elektrisch beleuchtet. Weiter wurden während Hegelmaiers Amtszeit die Kilianskirche renoviert, das Rathaus im Neorenaissancestil umgebaut, der Schweinsbergturm errichtet sowie das Stadtbad am Wollhausplatz und die Volksbibliothek im Kirchhöfle eröffnet.
Dass all diese Bauvorhaben den Schuldenstand der Stadt Heilbronn von 2,2 Millionen Mark im Jahr 1884 auf 7,9 Millionen Mark am Ende seiner Amtszeit hochtrieben, trug sicher auch dazu bei, Hegelmaier zu einer umstrittenen Person zu machen. Schon in der Zeit vor seiner Amtsenthebung waren besonders kostspielige Projekte durch häufige Anleihen beim Staat finanziert worden: Der monumentale Brunnen auf dem Bahnhofsplatz hatte 10.000 Mark, der 1890 fertiggestellte städtische Schlachthof rund 230.000 Mark gekostet und allein der Bau der ersten 10.000 Meter von geplanten rund 60.000 Metern öffentlicher Kanalisation verschlang bis Dezember 1891 rund 460.000 Mark.

### Amtsenthebung 1892/1894
Im Februar 1892 wurde dem Antrag auf Amtsenthebung stattgegeben und Hegelmaier am 26. Februar vorläufig von seinen Ämtern suspendiert. Die Amtsgeschäfte übernahmen kommissarisch die Gemeinderäte Gustav Hauck und Gustav Kiess. Der württembergische Staatsminister des Inneren, von Schmid, verfasste einen Bericht an den württembergischen König, in dem er Hegelmaier „habituelle Streitsucht“ bescheinigte. Am 27. September 1892 bescheinigte ihm das königlich württembergische Medizinalkollegium nach einer Begutachtung seines geistigen Zustandes „typische[n] Querulantenwahnsinn“ und erklärte ihn für geisteskrank. Da das Medizinalkollegium das Gutachten jedoch allein aufgrund der Aktenlage erstellt hatte, schickte das Heilbronner Landgericht Hegelmaier im Frühjahr 1893 zur Beobachtung auf sechs Wochen in die badische Landesirrenanstalt Illenau.
Am 10. August 1893 verhandelte die Heilbronner Strafkammer wegen falscher Beurkundung gegen Hegelmaier und Stadtpfleger Füger. Sie erkannte ihn für zurechnungsfähig und verurteilte Hegelmaier zu einer dreimonatigen Haftstrafe. Am 5. Januar 1894 wurde das Urteil aufgehoben und die Strafsache an das Landgericht Hall übergeben, wo Hegelmaier und Füger am 17. April freigesprochen wurden.
Bereits am 23. April 1894 folgte vor dem Disziplinarhof für Körperschaftsbeamte in Stuttgart der Hauptprozess gegen Hegelmaier, der sein für damalige Verhältnisse „unmoralisches“ Leben zum Gegenstand hatte und 93 Anklagepunkte umfasste, darunter Willkür im Dienst, Missbrauch der Amtsgewalt, Streit- und Beschwerdesucht sowie uneinsichtiges und unleidliches Verhalten. Der Prozess ging insbesondere auch wieder auf die Bordellbesuche der Bäder-Reise von 1888 ein. Hegelmaiers Gegner brachten mit Wilhelmine Bertsch-Burkert noch eine ehemalige Heilbronner Prostituierte als Zeugin ein, mit der Hegelmaier fünf Mal verkehrt haben soll, bevor er sie mit einem Stadtverbot belegte. Nach dreiwöchigem Prozess verurteilte der Stuttgarter Disziplinarhof am 21. Mai Hegelmaier zu einer geringen Geldstrafe von 100 Mark. Die Urteilsbegründung stellte fest, „dass ihm von keiner Seite und in keinem Fall ein das Wohl der Stadt schädigendes Verhalten zum Vorwurf gemacht werden konnte“. Anschließend wurde er am 23. Mai 1894 wieder in sein Amt eingesetzt.
Hegelmaiers Rückkehr ins Amt führte unter anderem zum Rücktritt von Paul Mayer, dem Sohn Robert Mayers und Schwager Hegelmaiers, als Leiter des Heilbronner Krankenhauses. Mayer und die Krankenschwester Anna Weiß waren in einige der vielen Prozesse gegen Hegelmeier wegen übler Nachrede verwickelt. Hegelmaier ernannte daraufhin den Chirurgen Gustav Mandry zu Mayers Nachfolger. Das Heilbronner Krankenhaus wurde damit zum dritten Krankenhaus in Württemberg unter fachärztlicher Leitung.

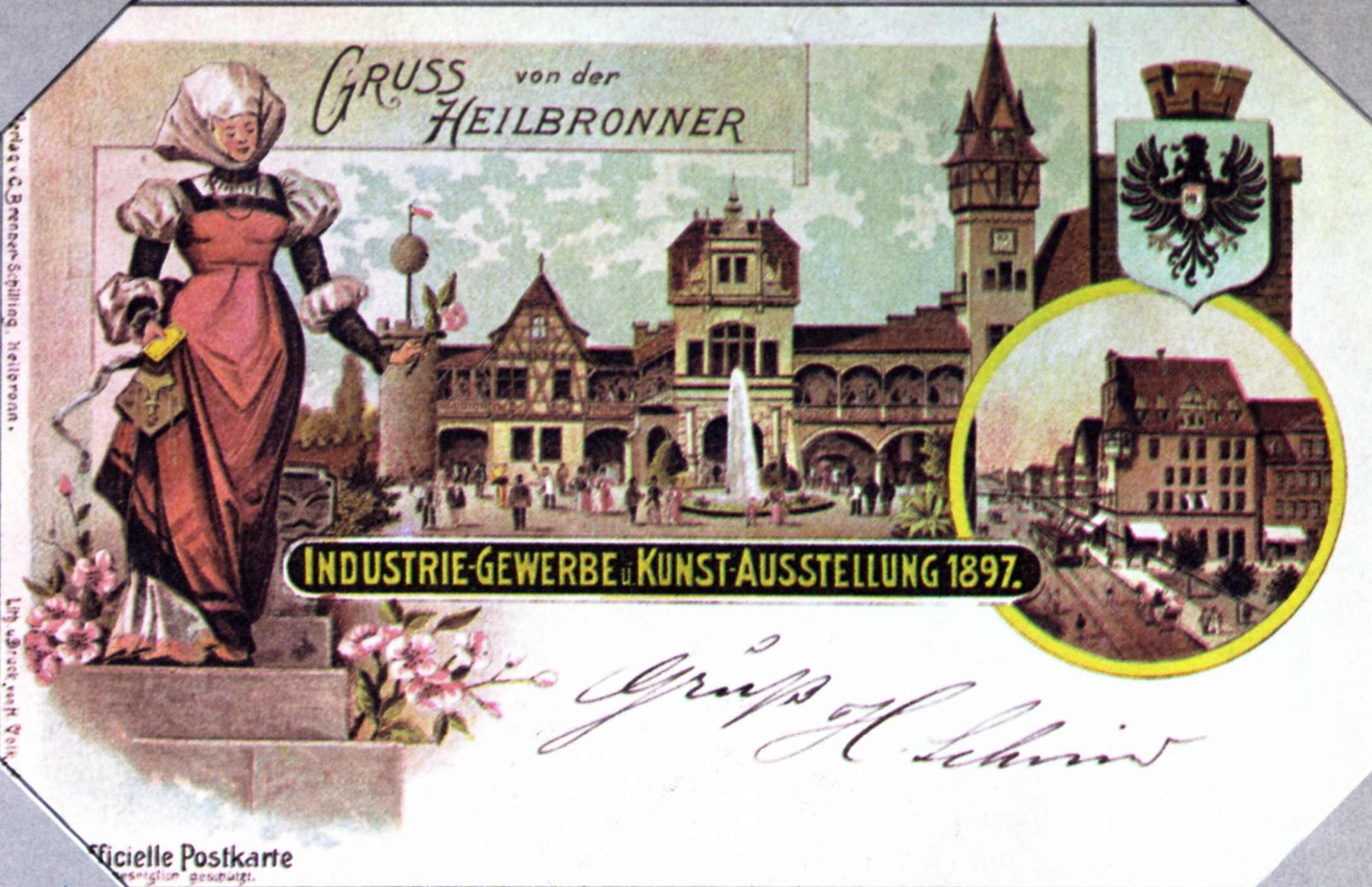
Ein Höhepunkt seiner Amtszeit: Kunst- und Gewerbeausstellung in Heilbronn 1897

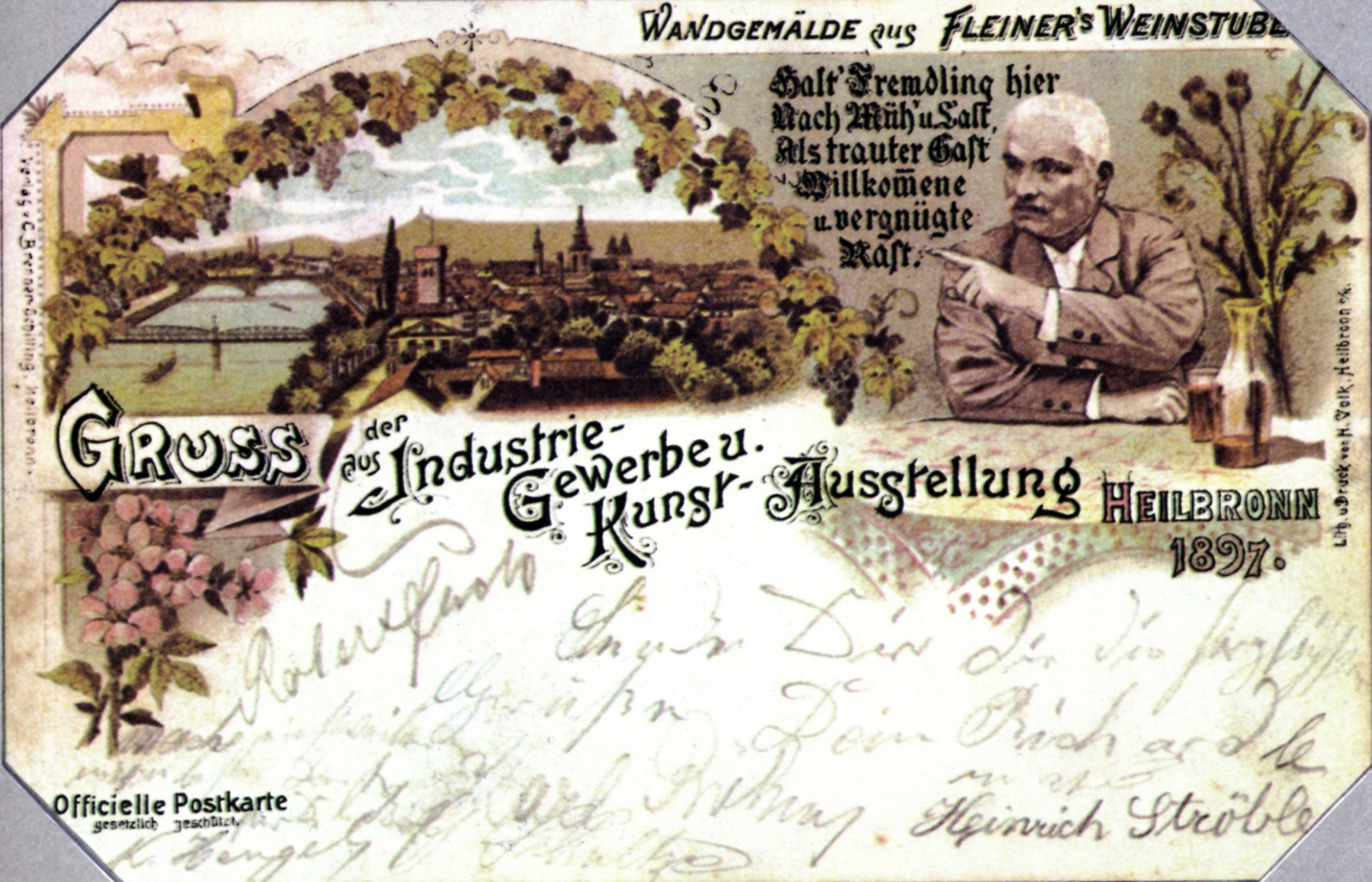
Ausstellungs-Postkarte mit Paul Hegelmaier

### Rückkehr ins Amt
Bei der ersten Gemeinderatssitzung nach seiner Rückkehr ins Amt kündigte die Mehrheit der Ratsmitglieder am 31. Mai 1894 an, um ihre Entlassung nachzusuchen. Hegelmaier bot daraufhin am 2. Juni gegen Pensionsgewährung seinen eigenen Rücktritt an. Nachdem das Oberamt am 8. Juni das Entlassungsgesuch des Gemeinderats ablehnte, nahm Hegelmaier am 14. Juni auch sein Rücktrittsangebot zurück. Im Februar 1895 kandidierte er für den Landtag, unterlag in der Stichwahl jedoch knapp dem liberalen Gegenkandidaten Carl Betz.
Im Jahr 1897 standen mit dem Durchbruch der Kramstraße (Kaiserstraße) zur Allee, dem Ausbau der Oststraße, dem Bau der Bottwarbahn mit Lerchenbergtunnel sowie der Errichtung der Heilbronner Straßenbahn abermals kostspielige Projekte an, die den Schuldenstand der Stadt auf 4,6 Millionen Mark erhöhten. Bereits 1898 wurde eine weitere Anleihe beim Staat in Höhe von zwei Millionen Mark notwendig, 1901 wieder eine von drei Millionen. Die damit erhaltenen Gelder wurden von den immensen Bauvorhaben jeweils rasch verzehrt.
Als einer der Höhepunkte von Hegelmaiers Amtszeit in Heilbronn gilt die Kunst- und Gewerbeausstellung des Jahres 1897, mit deren Vorbereitungen man bereits 1895 begann und die die Bedeutung Heilbronns als größte Industriestadt in Württemberg nach Stuttgart unterstreichen sollte. Als Vertreter der Stadt und Betreiber ihres Wandels eröffnete Hegelmaier während der Ausstellung im Sommer 1897 in einem modernisierten Stadtbild den Straßenbahnbetrieb und empfing prominente Gäste wie das württembergische Königspaar.
Hegelmaier wurde außerdem am 1. November 1897 Vorsitzender des neuen Gewerbegerichts. Ab Spätsommer 1898 stand er dem Komitee zur Errichtung des Bismarck-Denkmals vor. Am 11. November 1899 lief in der Siebert-Werft ein nach ihm benanntes Lastschiff vom Stapel.

### Reichstagswahl 1898

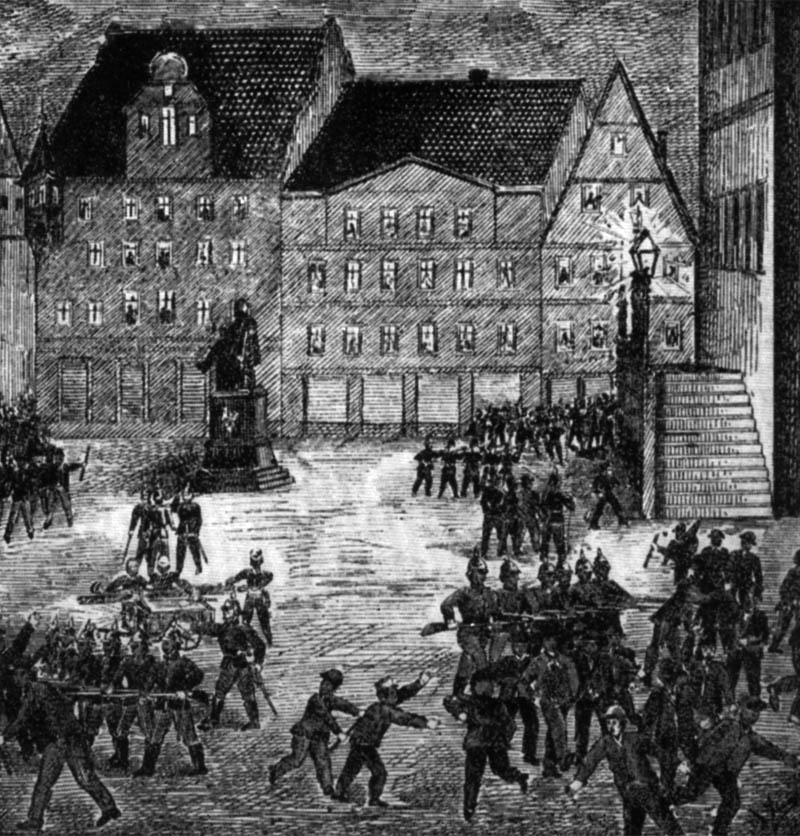
Tumult auf dem Heilbronner Marktplatz nach der Reichstagswahl vom 24. Juni 1898

1898 kandidierte der nationalliberale Hegelmaier bei der Reichstagswahl im Wahlkreis Württemberg 3 (Heilbronn, Besigheim, Brackenheim, Neckarsulm) für den Bauernbund; es kam dabei zu einer Stichwahl gegen den „roten Kittler“ Gustav Kittler, der 1886 erster sozialdemokratischer Abgeordneter eines württembergischen Stadtparlaments geworden war. Hegelmaier gewann die Wahl. In der Nacht zum 25. Juni 1898 brachen daraufhin Tumulte aus. Nach der Siegesfeier in der Harmonie zogen Hegelmaier-Anhänger zum Marktplatz, wo sich die Sozialdemokraten versammelt hatten und bald erste Rangeleien einsetzten. Hegelmaier versuchte, den Marktplatz mit Wasserspritzen räumen zu lassen, es entwickelte sich jedoch eine Straßenschlacht, in deren Verlauf auch Pflastersteine geworfen wurden. Hegelmaier selbst lieferte sich in angetrunkenem Zustand eine Prügelei mit dem Bürgermeister von Abstatt. Das herbeigerufene Militär verhaftete 30 bis 40 Bürger, von denen 22 Arbeiter über vier Monate in Untersuchungshaft saßen und 13 anschließend noch weitere Monate Haftzeit verbüßen mussten. Hegelmaier verfügte nach den Tumulten ein Versammlungsverbot auf öffentlichen Plätzen und ließ das Versammlungslokal der Heilbronner Gewerkschaften, die Gaststätte „Rose“, vorübergehend schließen. Im Reichstag schloss sich Hegelmaier der Reichspartei an, trat in Berlin aber dann nicht auffällig in Erscheinung.

### Weitere Kontroversen
In Heilbronn klagte 1901 Gemeinderat Betz gegen Hegelmaier, der die Getreidezölle nicht auf die Tagesordnung der Ratsversammlung hatte setzen wollen. Die Klage wurde am 23. Juli 1901 vom württembergischen Innenministerium abgewiesen. Am 7. September 1901 stellte Hegelmaier aus Gesundheitsgründen in der Zeitung wieder einmal seinen Rücktritt in Aussicht. Am 12. September 1901 brachte er den Gemeinderat gegen sich auf, weil er ohne dessen Mitwirkung die in der Bevölkerung beliebten „Sonntagsherbste“ wegen groben Unfugs verbieten ließ. Nachdem die Heilbronner Zeitung über seine Amtsführung berichtet hatte, stellte er am 28. September Strafantrag wegen Beleidigung. Das Verbot der Sonntagsherbste beschäftigte im Januar 1902 auch die Kreisregierung, die das Verbot bestätigte, und später auch noch das württembergische Innenministerium. Die beliebten Veranstaltungen wurden erst im September 1902 in beschränkter Zahl wieder erlaubt.
Am 28. Oktober 1902 kandidierte Hegelmaier bei einer durch den Tod des Abgeordneten Robert Münzing erforderlichen Nachwahl auch für den württembergischen Landtag, unterlag bei der Stichwahl am 10. November aber dem sozialdemokratischen Kandidaten Wilhelm Schäffler. Im Mai 1903 gab er bekannt, zur nächsten Reichstagswahl am 16. Juni 1903 nicht mehr anzutreten.
Am 9. Juni 1903 feierten Hegelmaier und seine Gattin ihre Silberne Hochzeit am Vierwaldstättersee. Der Gemeinderat beschloss, keinen Glückwunsch zu senden.
Im Herbst 1903 machte sich Hegelmaier beim Handelsverein und bei der Harmoniegesellschaft unbeliebt, als er die Botenhalle im alten Schlachthaus und das kurz vor seiner Eröffnung stehende Harmonietheater wegen Feuergefahr schließen lassen wollte. Die Botenmeisterei wurde bis Dezember schließlich verlegt, das Harmonietheater baulich nachgebessert. Im Dezember 1903 kam der Beleidigungsprozess gegen die Heilbronner Zeitung zum Abschluss. Die Zeitung unterlag und musste 50 Mark Ordnungsstrafe bezahlen.

### Rücktritt vom Amt

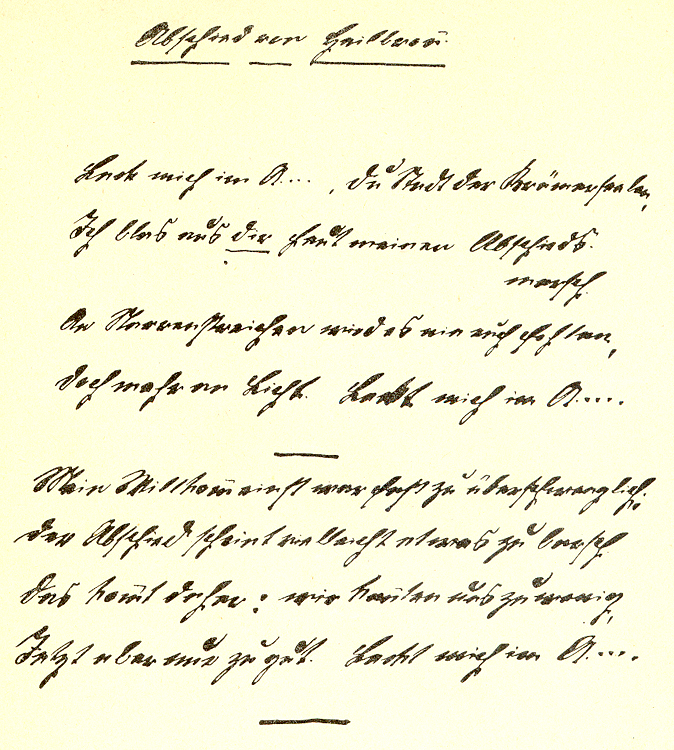
Hegelmaiers Abschiedsgedicht in seiner Handschrift

Nach der Gemeinderatswahl vom 14. Dezember 1903 ersuchte Hegelmaier am 15. Dezember den Gemeinderat wegen schwerer Herzaffektion um einen mindestens viermonatigen Krankheitsurlaub. Am 17. Dezember 1903 bot er für ein jährliches Ruhegehalt von 6000 Mark seinen sofortigen Rücktritt an. Der Gemeinderat nahm dieses Angebot, anders als die früheren gleicher Art, einstimmig an. Die letzte Gemeinderats- und Bürgerausschusssitzung unter Hegelmaiers Vorsitz fand am 29. Dezember 1903 statt.
Bei seinem Abschied hinterließ Hegelmaier folgendes Gedicht:
„Leck mich im A…, du Stadt der Krämerseelen,

Ich blas aus dir heut meinen Abschiedsmarsch.

An Narrenstreichen wird es nie euch fehlen,

doch mehr an Licht. Leckt mich im A…

Mein Willkomm einst war fast zu überschwenglich,

der Abschied scheint vielleicht etwas zu barsch.

Das kommt daher: wir kannten uns zu wenig,

Jetzt aber nur zu gut. Leckt mich im A…“
Gleich nach seiner Amtsaufgabe zog Hegelmaier Anfang 1904 mit seiner Familie nach Stuttgart und verzichtete mit Schreiben vom 24. Februar „mit Rücksicht auf die ihm auch nach seinem Rücktritt zugehenden Verunglimpfungen“ auf sein Heilbronner Bürgerrecht. Er widerrief zwar später den Rücktritt, dem Widerruf wurde jedoch nicht mehr stattgegeben. Die Amtsgeschäfte übernahm am 4. Januar 1904 übergangsweise Gustav Binder, im Februar 1904 wurde Paul Göbel zum Nachfolger gewählt und am 23. April 1904 vereidigt.
Noch im Jahr 1904 forderte Hegelmaier von der Stadt Heilbronn die Zahlung von 8152 Mark an dienstlichen Nebengebühren, die ihm während seiner Suspendierung von 1892 bis 1894 vorenthalten worden waren. Die Forderung ging bis vor das Oberlandesgericht, das sie ihm am 16. März 1905 zusprach. Hegelmaier verlangte außerdem, sein Familienwappen aus dem Treppenfenster des Heilbronner Rathauses zu entfernen, da er in keiner Beziehung mehr zur Stadt stehen wolle. Hegelmaier starb in Stuttgart am 27. April 1912 und wurde zwei Tage später auf dem dortigen Pragfriedhof beigesetzt.

## Würdigung
Zu seinen Lebzeiten prägten die vielen Rechtsstreitigkeiten das Bild der öffentlichen Person Hegelmaier. So schrieb der württembergische Innenminister 1892: „Unter sämtlichen Ortsvorstehern des Landes wird nicht einer in Absicht auf die Zahl der Vorstrafen den traurigen Vorrang vor Hegelmaier einnehmen, wohl aber wird sich unter dessen sehr nächststehenden Kollegen keiner finden, der auch nur eine Vorstrafe solcher Art sich zugezogen hätte.“
Die Prozesse gegen Hegelmaier wurden auch im Satireblatt Der Wahre Jacob aufgegriffen.
Nach seinem Tod setzte jedoch die Anerkennung ein. Der Heilbronner General-Anzeiger schrieb in einem Nachruf 1912: „gerecht denkende Beurteiler versagen dem Verstorbenen schon jetzt die Anerkennung nicht mehr, als der eines hochbegabten, weitblickenden, gerechten Mannes, der sich während seiner Amtstätigkeit … hochverdient gemacht hat … Heilbronn wird seinen Oberbürgermeister nicht vergessen und sein Andenken in Treu bewahren“. Obwohl man in ihm mehr und mehr den bedeutenden Stadtsanierer und Schöpfer des späteren Stadtbildes sah, pflegte man zunächst sein Andenken nur spärlich. Solange seine einstigen Kontrahenten noch lebten, wurde weder eine Straße noch eine Brücke nach ihm benannt. Noch 1922 erwähnt ihn die Stadtchronik lediglich im Zusammenhang mit Prozessen und Streitereien.
Inzwischen berücksichtigt man bei der Betrachtung Hegelmaiers aber vor allem sein stadtplanerisches Wirken. Das Bild des alten Heilbronn vor seiner Zerstörung 1944, wie es sich in Fotografien zeigt, ist wesentlich von Gebäuden, Verkehrswegen und -mitteln aus der Zeit um 1900 bestimmt, die unter Hegelmaier entstanden.
Erst 1968 wurde die Hegelmaierstraße in der vornehmen Heilbronner Wohngegend Rampachertal nach Paul Hegelmaier benannt. Sein Vorgänger Karl Wüst und sein Nachfolger Paul Göbel waren schon Jahrzehnte zuvor mit Straßenbenennungen geehrt worden, und selbst 1968 regte sich noch leichter Protest gegen diese Benennung im Gemeinderat. Eine im Jahr 1996 gegründete Heilbronner Kabarettgruppe nennt sich in Anlehnung an Paul Hegelmaier und seine abschätzige Äußerung über die „Stadt der Krämerseelen“ Die Hegelmaiers.